# Pato Donald (cómic)
El Pato Donald es una serie de cómics de Disney protagonizada por el Pato Donald y publicada por varios editores desde octubre de 1942 hasta junio de 2017. Al igual que con muchos de los primeros títulos de cómics de Disney, El Pato Donald comenzó como números individuales de la serie Four Color de Dell Comics. Fue publicado como su propia serie regular en noviembre de 1952, comenzando con el número 26.
El Pato Donald apareció en muchas de las primeras historias de Carl Barks, incluida la primera historia del cómic de El Pato Donal, El Pato Donald encuentra el oro de los piratas. Todas las historias en los primeros nueve años del cómic fueron escritas y dibujadas por Barks. 
El cómic pasó por muchas editoriales diferentes. Western Publishing produjo la historieta de 1962 a 1984 (números 85-245), y Gladstone Publishing lo revivió de 1986 a 1998 (números 246-307). 
De 2003 a 2006, el cómic pasó a llamarse Donald Duck and Friends por Gemstone Publishing (números # 308-347). Boom! Studios continuó la serie bajo ese título, pero volvió al  título El Pato Donald cerca del final de su publicación 2009-2011 (números # 347-367). 
Cuando IDW se hizo cargo de la publicación de El Pato Donald en mayo de 2015, reiniciaron desde el n.° 1, pero conservaron la numeración 'heredada' como un número secundario (el número 1 también es el n.° 368). IDW canceló la historieta en 2017; el último número fue el n.° 21 (n.° 388) en junio de 2017.              